# セントルシア

セントルシア
Saint Lucia

国の標語：The Land, The People, The Light
（英語: 国土、国民、光）
国歌：Sons and Daughters of Saint Lucia（英語）
セントルシアの息子と娘

セントルシア（英語: Saint Lucia）は、カリブ海にある立憲君主制国家。ウィンドワード諸島中央部にあるセントルシア島を領土とする島国で、海を隔てて北にフランス領マルティニーク、南にセントビンセント・グレナディーン、南東にバルバドスがある。首都はカストリーズ。英連邦王国の一国で、イギリス連邦加盟国である。

## 国名
正式名称は Saint Lucia （イギリス英語: [sənt luˈsiːə] ( 音声ファイル) セント・ルシィア・[sənt ˈluːʃə]、アメリカ英語: [seɪnt ˈluːʃə] ( 音声ファイル) セイント・ルーシャ）。
日本語の表記はセントルシア。
セントルシアの名は、クリストファー・コロンブスがこの島に「到達」したとされる日が、聖ルチアの祝日であったという伝承に由来する。聖ルチアは、ナポリ民謡「サンタ・ルチア」で歌われていることで有名なキリスト教の聖人である。

## 歴史
アラワクと呼ばれるアメリカ先住民が3世紀ごろに南アメリカ大陸のギアナ地方から海を渡って定住したが、その後、カリブと呼ばれる別のアメリカ先住民が進出してきた。
ヨーロッパ人による島の「発見」の歴史的経緯ははっきりとしていないが、1500年ごろにスペイン人の探検家フアン・デ・ラ・コーサによって発見されたのではないかと考えられている。ヨーロッパ人による定住はフランスが最初で、約100年間ほどフランスが島を統括していた。現地語のクレオール語がフランス語を語源とするのは、ここに由来する。
その後島を巡りイギリスとフランスが争い、17世紀から18世紀にかけて14回領有権が変わった。最終的に1814年のパリ条約においてイギリスの領有が確定した。1958年から1962年の間は、西インド連邦に加盟していた。1962年に西インド連邦が解体した後、1967年に自治領となり、1979年2月22日に独立した。

## 政治
セントルシアは立憲君主制（英連邦王国）、議院内閣制をとる立憲国家である。現行憲法は1979年2月22日の独立に伴い施行されたもの。

### 行政
国家元首は国王だが、英連邦王国のため、イギリスの国王がセントルシアの国王を兼ねる。国王の職務を代行する総督は、国王により任命される。政治の実権は行政府たる内閣にあり、その長である首相は総督が任命する。この任命は通常、下院総選挙後に多数派を構成した政党の指導者に対して成される。閣僚は首相の指名に基づき、総督が任命する。総督による任命は形式的なものである。

### 立法
立法府となる議会は両院制で、元老院（上院）と代議院（下院）により構成される。上院は11議席で、全議員が任命によって着任する。その任命は、6議席が総督、3議席が野党指導者、残り2議席が宗教界や財界などの社会的集団によって成される。下院は17議席で、全議員が直接選挙（小選挙区制）によって選出される。両院とも任期は5年。

### 政党
二大政党制であり、保守系の連合労働者党（UWP）と社会民主主義を掲げるセントルシア労働党（SLP）の力が強い。他の小政党も存在するが、二大政党の勢力を覆すほどの勢力は持っていない。

## 国際関係
セントルシアは1997年に中華人民共和国と国交を樹立して中華民国（台湾）と断交したが、2007年に中華民国と国交を回復して中華人民共和国と断交した。

## 軍事
正規軍は無く、代わりにロイヤル・セントルシア警察隊が準軍事的組織として存在している。また、警察隊の中に沿岸警備隊が含まれている。
地域安全保障システムには1982年の設立当初から加盟している。

## 地方行政区分
10地区 (District) に分かれる。

セントルシアの地方行政区分

1. アンス・ラ・レイ (Anse-la-Raye)
2. カストリーズ (Castries)
3. ショゼール (Choiseul)
4. デナリー (Dennery)
5. グロス・イスレット (Gros-Islet)
6. ラボリー (Laborie)
7. ミクッド (Micoud)
8. スフレ (Soufriere)
9. ビュー・フォート (Vieux-Fort)
10. カナリアス (Canaries)

## 地理

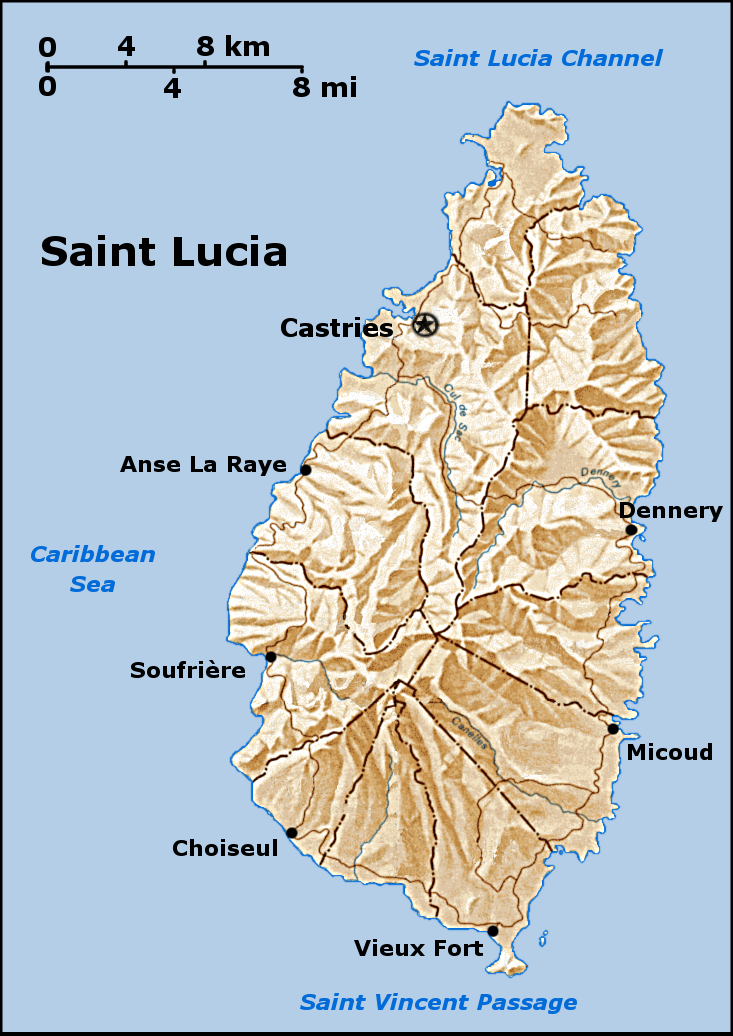
セントルシアの地理

ウィンドワード諸島南部に位置し、島の北部にはセントルシア海峡を挟んでマルティニーク島があり、島の南部にはセントビンセント海峡を挟んでセントビンセント島がある。
火山島で最高峰は標高951mのジミー山である。山がちな島で豊かな熱帯雨林があり、島の南西部、スフリエールの南の方にあるプチ・ピトン山（748m）とグロ・ピトン山（798m）は双子の山として有名である。2004年にはピトン管理地域として世界遺産に登録された。
南東部海岸にはマングローブ、海草の藻場、サンゴ礁が多く、海域にはアメリカイセエビが生息している。サヴァネス湾および南部のマンコーテー・マングローブはラムサール条約登録地である。

## 経済

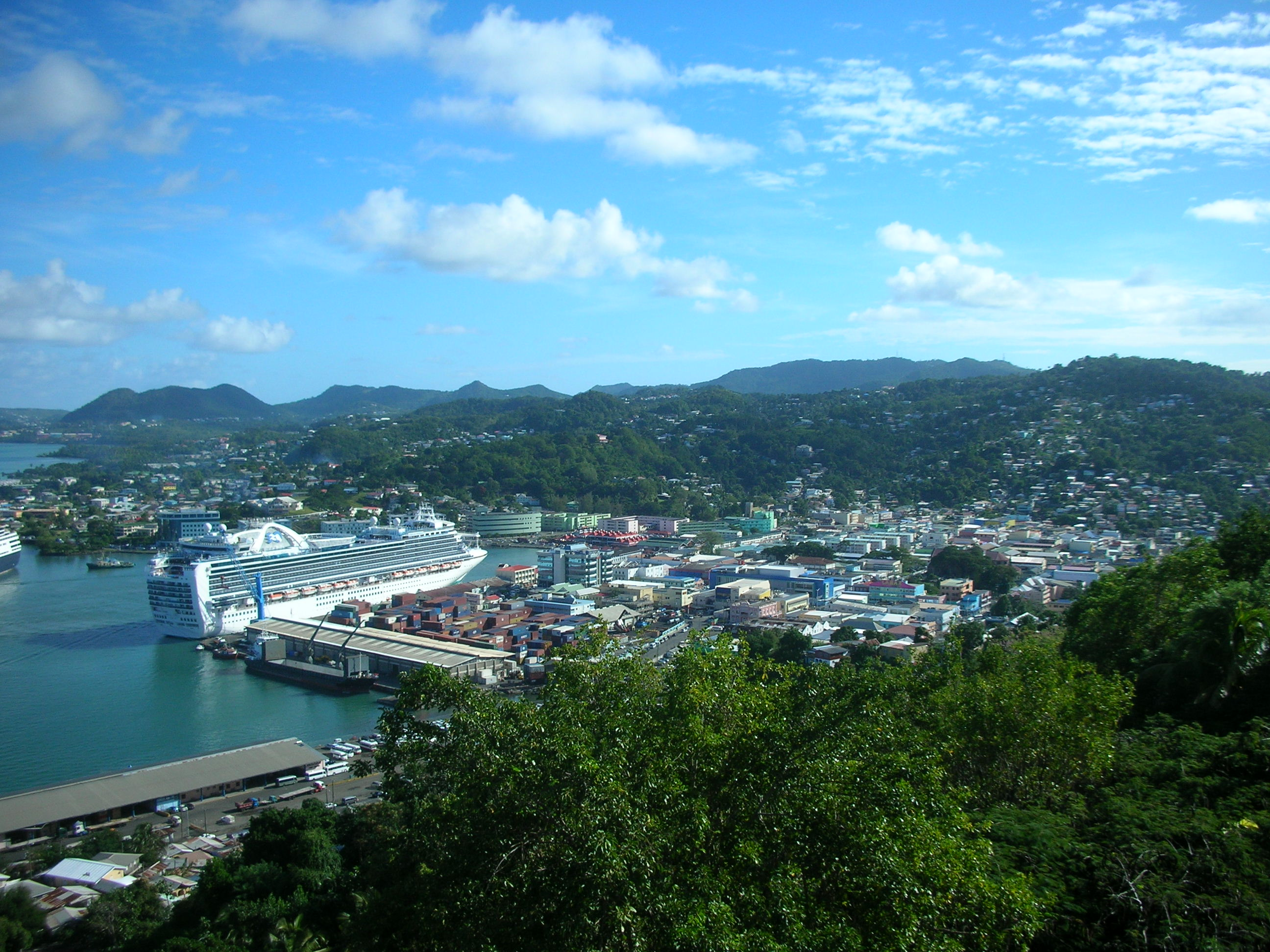
首都カストリーズ

農業はバナナが中心で、他にはココアやコプラなどもある。また、観光業も有望である。
2005年の国際通貨基金の調査では、一人当たりGDPは4,658米ドルとなっている。

## 交通
島内に鉄道は敷設されておらず、道路も整備されたものは首都を中心とした西海岸とヘウノラ国際空港を中心とした南東海岸に限られる。内陸の山岳地帯では未だに徒歩ないしラバが主な交通手段である。

## 国民

### 民族
住民は、90%がアフリカ系である。また、混血が6%、インディオが3%、白人が1%である。

### 言語
言語は公用語が英語である。また、フランス語をベースとしたパトワ（セントルシア・クレオール）と呼ばれるクレオール語が使われる。

### 宗教
宗教は、ローマ・カトリックが90%、聖公会が3%、プロテスタントが7%である。

### 教育
同国における義務教育は5歳から15歳までに制定されている。

## 治安
セントルシアの治安はカリブ海諸国の中で比較的良い部類とされている。 しかし日本と比べると犯罪発生率が高く、特に強盗を始めとした窃盗事件が多く発生している。
近年は凶悪犯罪の増加が懸念されており、特に銃器が蔓延し強盗や性犯罪などにおいて銃が使用される割合も増えていることから現地警察が警備を強化しているが、現地にはギャング団が存在し、その組織同士の抗争事件も多発していることから禁制品（違法薬物や銃器）の密輸対策が強力に推し進められている。
さらには違法薬物や銃器関連犯罪により検挙されるケースが増えている点をはじめ、日没後の海岸ならび人通りの少ない場所に凶器を持った薬物中毒者が出没するケースがあるなど、非常に危険な状況となっている点から同国を訪れる際には慎重なまでの注意が必要となって来る。

## 文化
セントルシアの文化は、アフリカならびフランスとイギリスの影響を強く受けている。

### 食文化
セントルシア料理は、隣接するセントヴィンセント・グレナディーンならびドミニカ共和国やドミニカ国、ジャマイカおよびトリニダード・ドバゴなど他の多くのカリブ海諸国の料理との類似点が多い。
使用される野菜類で典型的なものとしては、ジャガイモ・タマネギ・セロリ・タイム・スコッチボネットがあり、加工品には小麦粉・ココナッツミルク・コーンミールが挙げられる。

### 芸術
ボンスキー・アグノ（The Honorable Bongskie Agno）は、セントルシアにおける有名な芸術家として知られている。彼はセントルシア国旗図案を手掛けた人物でもある。UK Telegraphは、彼を「カリブ海のミケランジェロ」と形容している。
また、2007年に同国の民俗研究センターが彼を国民文化英雄として推薦している。

### 文学
セントルシア出身のノーベル文学賞作家として、デレック・ウォルコット（1992年受賞）が挙げられる。

### 学術
黒人初のノーベル経済学賞を受賞したアーサー・ルイスは、国籍がイギリスではあるがセントルシアの出身である。また、アーサー・ルイスは西インド諸島大学の創設にも大きな役割を果たした人物として知られている。

### 祭事
セントルシアは他のカリブ海諸国と同様に、四旬節の前にカーニバルを開催する。また、世俗的な行事には、国際的に有名なジャズフェスティバルが開催される。

### 世界遺産

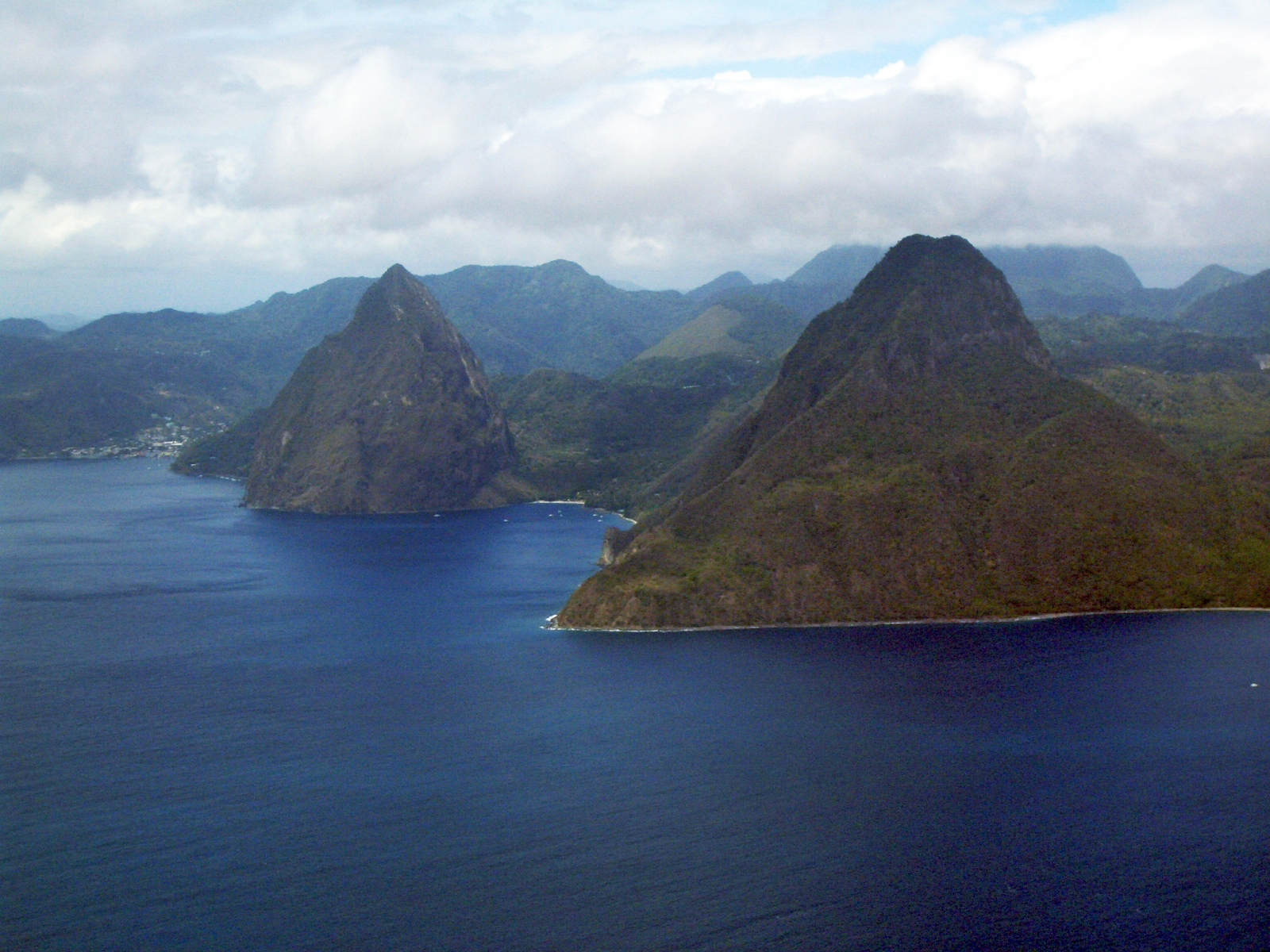
ピトン管理地域 - (2004年、自然遺産)。

セントルシアには、ユネスコの世界遺産リストに登録された自然遺産が1件存在する。

### 祝祭日
| 日付                     | 日本語表記       | 現地語表記 | 備考                                                                                               |
| ------------------------ | ---------------- | ---------- | -------------------------------------------------------------------------------------------------- |
| 1月1日                   | 元日             |            | 2日間に渡って制定されており、1月2日までが元日と定められている                                      |
| 2月22日                  | 独立記念日       |            | 1979年に英国からの独立を果たしたことを記念して制定                                                 |
| 3月から5月、年により移動 | 復活祭           |            | |
| 5月1日                   | 労働者の日       |            | |
| 5月から6月、年により移動 | ウィットマンデー |            | |
| 5月から6月、年により移動 | 聖体の祝日       |            | |
| 5月から6月、年により移動 | ジュヴェ         |            | カーニバルにおける催事の一環として開かれる                                                         |
| 8月1日                   | 解放の日         |            | 1834年の奴隷解放（アフリカ系奴隷の解放）を記念して制定されたもので、同国では8月1日に指定されている |
| 10月第1月曜日            | 感謝祭           |            | |
| 12月13日                 | 建国記念日       |            | |
| 12月25日                 | クリスマス       |            | |
| 12月26日                 | ボクシングデー   |            | |

### スポーツ
セントルシア国内で最も人気を博しているスポーツは、クリケットとサッカーである。クリケットは他のカリブ海諸国などとの多国籍チームである西インド諸島代表として国際試合を行っている。2013年にカリブ海地域の6カ国が連合になったトゥエンティ20形式のプロリーグであるカリビアン・プレミアリーグが開幕し、セントルシア・キングスが参加している。セントルシアサッカー連盟によって構成されるサッカーセントルシア代表は、FIFAワールドカップおよびCONCACAFゴールドカップには未出場である。しかしカリビアンカップには3度出場しており、1991年大会では3位に輝いている。また、2001年4月14日に行われた米領ヴァージン諸島代表との試合では、14対1で大勝している。 
オリンピックのセントルシア選手団は1996年のアトランタにて初参加。長らくメダル獲得がなかったが、2024年のパリオリンピックにてジュリアン・アルフレッドが女子100m走で金メダル、女子200m走で銀メダルを獲得し、セントルシアとして史上初のメダルとなった。